# Jale Dreloa
Jale Dreloa (* 21. April 1995 in Labasa) ist ein fidschianischer Fußballspieler, welcher meist in der Innenverteidigung eingesetzt wird. Er steht beim fidschianischen Verein Suva F.C. unter Vertrag und gehörte seit 2015 regelmäßig zum Kader der fidschianischen Fußballnationalmannschaft.

## Karriere
Unter Trainer Juan Carlos Buzzetti debütierte er am 19. August 2015 in der fidschianischen Fußballnationalmannschaft. Beim 5:0-Sieg im Freundschaftsspiel gegen Tonga wurde er in der 78. Minute für Zibraaz Sahib eingewechselt. Bei den WM-Qualifikationen gegen Neuseeland, Salomonen, Vanuatu im Jahr 2016 stand er jeweils nur im Kader der Nationalmannschaft.
Vom Trainer Frank Farina wurde er für die Olympischen Sommerspiele 2016 in Rio de Janeiro nominiert. Er wurde in den Spielen gegen Südkorea, Mexiko, Deutschland eingesetzt.